# Andy Cowell
Andy Cowell (Blackpool, 12 de fevereiro de 1969) é um engenheiro britânico que atualmente ocupa os cargos de diretor-executivo e chefe de equipe da Aston Martin Aramco. Anteriormente, entre 2013 e 2020, exerceu o cargo de diretor-executivo da Mercedes AMG High Performance Powertrains, a divisão da Mercedes-Benz responsável pela fabricação de unidades potências utilizadas na Fórmula 1 para a sua equipe e seus clientes. Ele é membro do IMechE e da Real Academia de Engenharia.

## Carreira
A trajetória de carreira de Cowell foi definida após um ano no Reynard Scholarship Scheme durante seu curso de engenharia mecânica. Ele ingressou na Cosworth Racing Ltd. em seu programa de pós-graduação diretamente da universidade e trabalhou em vários departamentos técnicos da empresa antes de se especializar no projeto e desenvolvimento de motores de Fórmula 1.
Em 1998, Cowell liderou o grupo de projetos de engenharia responsável pelo topo do inovador motor CK, que venceu uma corrida com a Stewart-Ford em 1999. Ele passou um ano com a BMW Motorsport em 2000, gerenciando o grupo de engenharia responsável pelo conceito e detalhes do motor da Williams BMW de 2001.
Após o ano de sua saída, Cowell retornou a Cosworth como engenheiro principal de projeto e desenvolvimento da empresa na Fórmula 1 em 2001, gerenciando novos projetos de motores em 2001 e 2003, antes de ingressar na empresa então conhecida como Mercedes-Ilmor em 2004 como engenheiro principal do projeto de motor FQ V10. Foi promovido ao cargo de engenheiro chefe da Mercedes-Benz High Performance Engines para a era V8, e conduziu o desenvolvimento da nova tecnologia do KERS.
Ele trabalhou como engenheiro chefe no projeto de motor V8 da Ilmor antes de assumir a responsabilidade pela liderança técnica e de programas de todos os projetos de motores — incluindo o sistema KERS Hybrid, que fez sua estreia em 2009 e pelo qual a empresa foi posteriormente premiada com o prestigiado Troféu Dewar, pelo Royal Automobile Club.
Cowell atuou posteriormente como diretor de performance e engenharia da Mercedes-Benz High Performance Engines de julho de 2008 a janeiro de 2013, responsável pela liderança técnica e de programas de todos os projetos de motor e trem de força, além da estratégia e organização do grupo de engenharia. Em janeiro de 2013, ele assumiu o posto de diretor executivo da Mercedes AMG High Performance Powertrains, substitindo Thomas Fuhr, para supervisionar o desenvolvimento das unidades de potência híbridas da Mercedes na Fórmula 1. Cowell naturalmente trabalhava muito de perto com a equipe de Fórmula 1 da Mercedes, e foi seu representante no pódio para o construtor vencedor do Grande Prêmio da Austrália de 2014.
Cowell recebeu o prêmio IMechE James Clayton em 2013 por suas excelentes contribuições para o projeto e desenvolvimento de motores na Fórmula 1 — incluindo o V10, o V8 e o V6 com sistema de recuperação de energia híbrida — sendo também reconhecido por sua liderança em Brixworth.
Em 15 de junho de 2020, a montadora alemã anunciou que Cowell deixaria sua posição de chefia da Mercedes AMG High Performance Powertrains no final daquele mês. Com Hywel Thomas, assumindo a responsabilidade direta pelas unidades de potência da Mercedes na Fórmula 1 a partir de julho.
Em 2 de julho de 2024, foi anunciado que Cowell substituiria Martin Whitmarsh como diretor-executivo do grupo Aston Martin na Fórmula 1, a Aston Martin Performance Technologies (AMPT), a partir de 1 de outubro de 2024. Em 10 de janeiro de 2025, a equipe de Fórmula 1 da Aston Martin Aramco anunciou que Cowell iria substituir Mike Krack como chefe da equipe no início da temporada 2025.